# 獨樹山

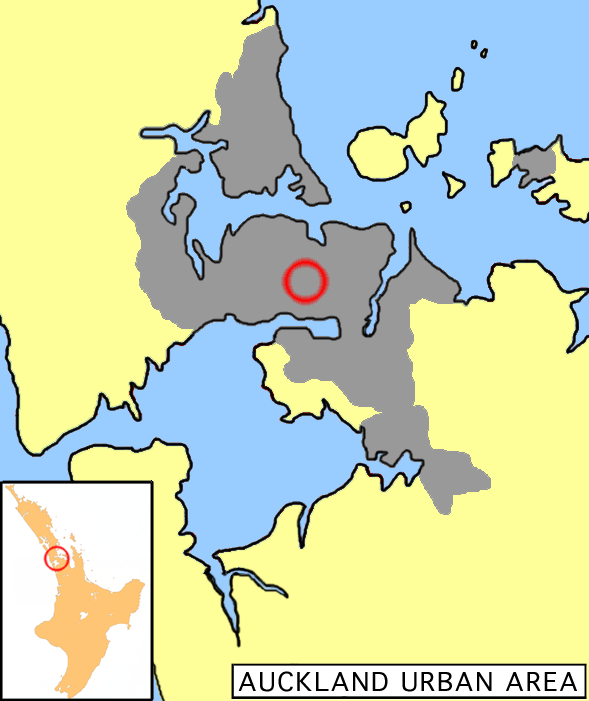
獨樹山在奧克蘭的位置

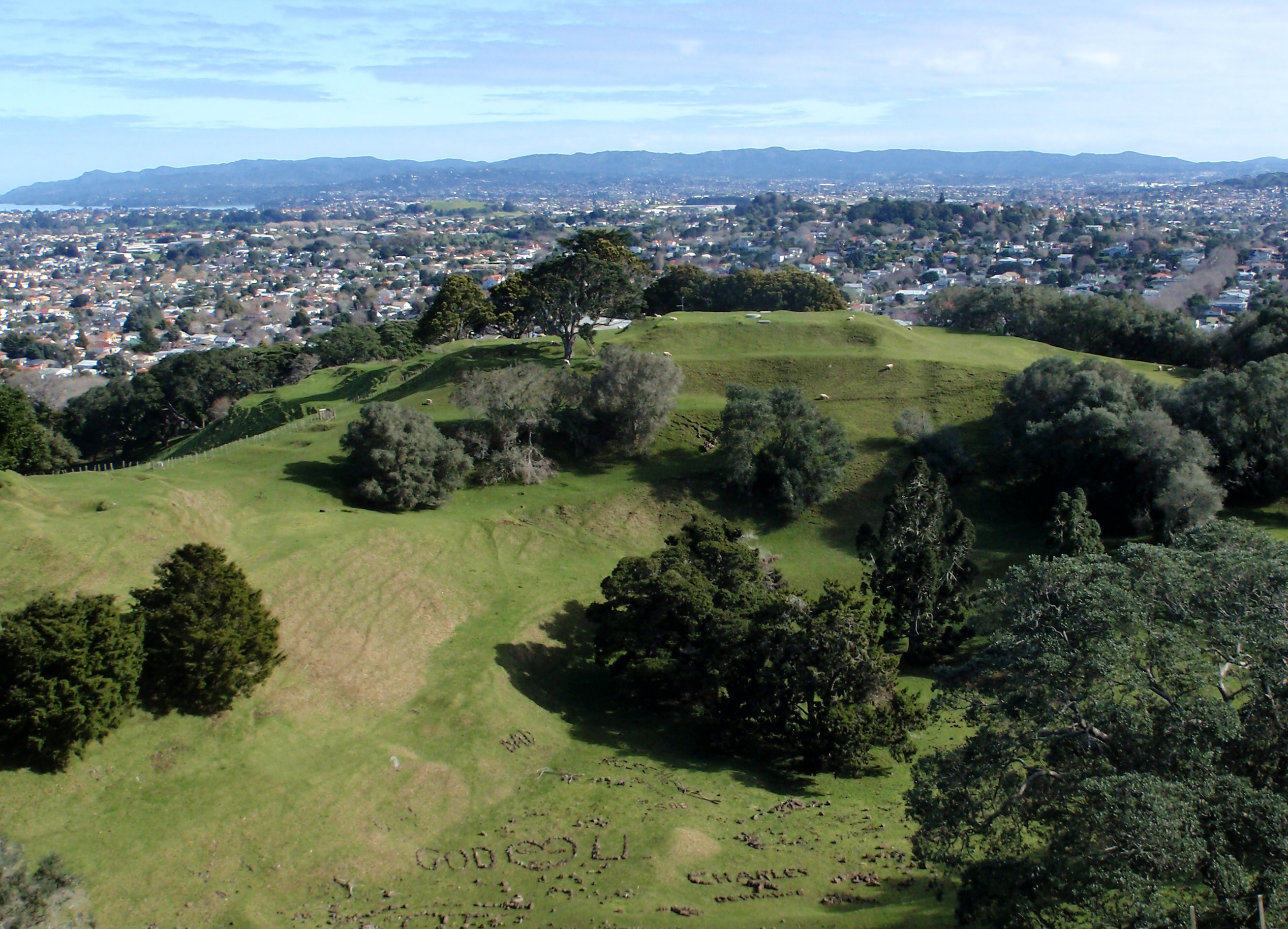
獨樹山的火山口（背景為奧克蘭）

獨樹山（One Tree Hill）是位於紐西蘭北島城市奧克蘭的一座山峰，高182米。獨樹山是一座火山，在毛利人心中擁有重要的地位，也是紐西蘭重要的紀念性地點之一。